# Liste des chansons de Marcel Mouloudji
 (août 2018).
Si vous disposez d'ouvrages ou d'articles de référence ou si vous connaissez des sites web de qualité traitant du thème abordé ici, merci de compléter l'article en donnant les références utiles à sa vérifiabilité et en les liant à la section « Notes et références ».
Cette liste répertorie les chansons de Marcel Mouloudji.
- Haut – A
- B
- C
- D
- E
- F
- G
- H
- I
- J
- K
- L
- M
- N
- O
- P
- Q
- R
- S
- T
- U
- V
- W
- X
- Y
- Z

## A
- À cause de ma passion morte
- À dix-sept ans
- À Marseille
- À Paris dans chaque faubourg
- L'Adagio du pont Caulaincourt
- Adrienne
- Allons z'enfants
- L'Âme slave
- Les Amis de Germaine
- Les animaux ont des ennuis
- L'amour, c'est pas la mer à boire
- L'Amour de moy
- L'Amour, l'amour, l'amour
- Amour, nouvel amour
- L'Amour nu
- L'Amoureux
- Les Amours...
- Les Amours d'antan
- Amours mortes
- Les amours mortes, ça nous connaît
- Annabelle de Manchester
- Appelez ça comme vous voulez
- L'Argent
- L'Assassin
- Au long des jours
- Autoportrait
- Avant de mourir (Mouloudji / Gaby Verlor)
- L'Avant-guerre

## B
- Baby Blues
- Le Bal du temps perdu (Mouloudji / Gaby Verlor)
- Le Baladin
- Ballade de la mère Lachaise
- Ballade des truands
- Ballade en si bémol
- Ballade pour un oiseau mort
- Balli-Ballant
- Barbara
- Les Beatles de 40
- Belle Enfant
- La Belle Époque
- Bien l'bonjour, ma belle (Mouloudji / Gaby Verlor)
- Blonde Gosse
- Bof bof bof (Mouloudji / Gaby Verlor)
- Les Bruits de la nuit

## C
- Cache-cache
- La Carbure
- Le Cauchemar du chauffeur de taxi
- Ce soir-là
- C'est le Rhône qui ronronne
- Chambre noire
- Chanson
- Chanson dans le sang
- La Chanson de Tessa
- Chanson du geôlier
- Chanson du mois de mai
- La Chanson du potier
- Chanson pour Barbara
- Chanson pour l'Auvergnat
- Chanson pour Marcel
- Chanson pour une fille
- Chanson pour X
- Chanson très bête
- Le Chasseur français
- La Chaussée-d'Antin
- Les Chercheuses d'or
- Ciel et Terre
- Le Cinéma muet (Mouloudji / Gaby Verlor)
- Cinématographe
- Cinquante carats
- Le Cirque
- Cœur de rubis
- Comme le dit ma concierge
- Comme un petit coquelicot
- Comme une chanson de Bruant
- Comme une feuille en automne
- La Complainte de la butte
- La Complainte de Mackie
- La Complainte de Paris
- La Complainte des infidèles
- La Complainte du chanteur des rues
- La Complainte du mal d'amour
- Complainte du maquereau
- Complainte du mendiant
- La Complainte du progrès
- Les concessions (Mouloudji / Gaby Verlor)
- Le Condamné à mort
- Les Corbeaux
- Le Coup de 40
- La Croisée des chemins
- Le Cygne

## D
- Dame la mort
- Dans ma maison
- Dans notre chambrette
- La Demande en divorce
- Le Déserteur
- Des filles il en pleut
- Deux escargots s'en vont à l'enterrement
- Dire qu'il est quelque part (Mouloudji / Gaby Verlor)
- Dis, Paris
- Dis, quand reviendras-tu ?
- Drôle de diable

## E
- Elle s'appelait Marie
- Elle tourne... la terre
- En avril à Paris
- En passant par Suresnes
- En sortant de l'école
- En tournée
- L'Enfance
- L'Enfant fugueur
- Enfant sous la 3e
- Enfants de la haute ville
- Les Enfants de l'automne
- Les Enfants qui s'aiment
- Enfin tu me viendras
- Est-ce à la Grange-aux-Belles ? (Mouloudji / Gaby Verlor)
- Et la fête continue
- Et pourtant... moi je l'ai vu (le diable)
- Et que tournent les années
- Eugénie les larmes aux yeux

## F
- Familiale
- Le Fantôme
- Faut vivre
- Fête
- Fête foraine
- Les Feuilles mortes
- Les Feux de l'été
- Filles et Garçons
- Fleurs fanées
- La France
- Les Frères

## G
- Le Galérien
- Le Gardien du phare
- Le Gars de Rochechouart

## H
- Hein, on s'en souviendra !
- Le héros (Mouloudji / Gaby Verlor)
- Hit panade
- Hymne à la femme

## I
- Il faut avoir connu
- Il suffit d'un baiser
- L'important c'est la liberté
- Inventaire
- Isabelle
- L'Isle Saint-Louis (Mouloudji / Gaby Verlor)

## J
- J'ai fait ma maladie d'amour
- J'ai mes papiers
- J'ai perdu ma veste
- J'ai peur de vos yeux
- J'ai peur des femmes
- J'ai tant besoin d'amour
- Le Jardin
- La Java de la Varenne
- La Java des bombes atomiques
- La Java des primaires
- Je bois
- Je me sens un destin régional
- Je mourrai d'un cancer de la colonne vertébrale
- Je ne sais pas pourquoi
- Je ne suis pas celui que vous croyez (Mouloudji / Gaby Verlor)
- Je n'peux pas m'empêcher
- Je suis amoureux
- Je suis né à Paris
- Je voudrais pas crever
- J'en ai tant raté de je t'aime
- La Jeune Fille à la frange
- J'irai par le monde
- Le Joueur de Monte-Carlo
- Jouez mariachis
- Le Jour des morts
- Jours d'autrefois
- Les Joyeux Bouchers
- J'suis snob
- Julie

## L
- La Laide que voilà (Mouloudji / Gaby Verlor)
- Le Légionnaire
- Le Lézard
- Le Long des rues de Paris

## M
- Ma rengaine
- Ma souveraine
- Ma voleuse
- Madame Blanche
- Madame Garbo
- Madame la môme
- Mais il y aura (la ronde de l'espoir)
- Le Mal de Paris
- La Marcelle (Mouloudji / Gaby Verlor)
- La Marche arrière
- La Mauvaise Réputation
- Me v'là
- Mea culpa
- Méfiez-vous fillettes
- Merci (Mouloudji / Gaby Verlor)
- Les Merveilleux Dimanches
- Mes seize ans disparus
- Le Message
- Les Millions d'Arlequins
- Mimi pinson
- Le Miroir brisé
- Moi y'en a pas content
- Moi, j'aime bien les américains
- Moi, j'aime les femmes fatales
- Mon ami Jules
- Mon pot' le gitan
- Moulin-Rouge

## N
- Noël des mégots
- La Nuit, le Jour

## On m'a dit
- Oiseaux des îles de ma tête (Mouloudji / Gaby Verlor)
- On m'a donné une âme
- On m'a donné une arme
- On s'est connu bêtement
- L'Orgue de Barbarie
- L'Orgue des amoureux
- L'Orphelin
- L'Orpheline
- Où est Marie-Berthe la douce ?

## P
- Page d'écriture
- Paris a le cœur tendre
- Paris by night
- Paris mon moineau
- La partouze (Mouloudji / Gaby Verlor)
- Passant
- Pater Noster
- Patricia
- Pauvre Georges André
- La Pêche à la baleine
- Le Père Latreille
- Petite fleur
- Petit manuel du parfait dragueur (Mouloudji / Gaby Verlor)
- Les Petits Pavés
- Les Petits Plats dans les grands
- Le Piano de la plage
- Les Pin-up du pauvre
- Plaisir d'amour
- Les Plaisirs sont doux
- Planter café
- Plus ça va
- Pour toi mon amour
- Pour un sou d'amour
- La Première Maîtresse (Mouloudji / Gaby Verlor)
- Les Prostituées
- Provinces Blues

## Q
- Quand je me regarde
- Quartier libre
- Que le temps passe vite (Mouloudji / Gaby Verlor)
- Quelqu'un
- Qu'est-ce que tu crois
- Qu'est-ce que vous attendez ?

## R
- Ramona
- Retour à Paris
- Le Retour au pays
- Le Rêve
- Rien à craindre
- Romance de Paris
- La Ronde
- La Rose noire
- La Rose rouge (Mouloudji / Gaby Verlor)
- Les Roses de décembre
- Roulette
- La Rouquine
- Rue de Buci
- Rue de Crimée
- Rue de Lappe
- Rue Gît-le-Coeur (Mouloudji / Gaby Verlor)
- Les Rues de Paris

## S
- Saint-Paul-de-Vence
- Sermonette
- Si la bouche vous en dit
- Si tu cherches ta jeunesse
- Si tu n'en veux pas
- Si tu t'imagines
- La Sirène
- Six feuilles mortes de San Francisco
- Suis-je au sud, suis-je au nord ?

## T
- Le Temps de la bohème
- Le Temps de la débine
- Le Temps de vivre (Mouloudji / Gaby Verlor)
- Le Temps des cerises
- Le Temps perdu
- La Tendresse
- Testament
- Time is Money
- Toi tu dors la nuit
- Toi tu vas faire ta vie
- Tout fout l'camp
- Tu te moques
- Tuileries de mes peines

## U
- L'Un à l'autre étranger
- Un drôle de particulier
- Un jour je m'en irai
- Un jour ou l'autre
- Un jour tu verras
- Un soir au gerpil
- Une bonne paire de claques
- Une pauvre gosse de rue

## V
- Valse carrée
- Valse jaune
- Le Vase de Soissons
- Vers l'âge d'or
- La vie commence à 50 ans (Mouloudji / Gaby Verlor)
- Le Voleur
- La Valse brune

## Y
- Y'a pas de quoi
- Y'a trop de tout